# Kościół Najświętszego Serca Pana Jezusa w Kobylnicy
Kościół Najświętszego Serca Pana Jezusa – rzymskokatolicki kościół parafialny należący do parafii pod tym samym wezwaniem (dekanat Słupsk Zachód, diecezji koszalińsko-kołobrzeskiej, metropolii szczecińsko-kamieńskiej).

## Historia
Najstarszą częścią kościoła jest gotycka, murowana, wybudowana z cegły wieża frontowa nakryta barokowym dachem hełmowym zwieńczonym latarenką powstałą w 1781 roku. Wieża świątyni została zbudowana w XIV wieku, świątynia w tym czasie była własnością klasztoru norbertanek w Słupsku. W XVII wieku powstała nowa nawa z trójbocznym prezbiterium. Korpus nawy głównej został wzniesiony w 1931 roku.

## Architektura
Kościół jest budowlą murowaną, wybudowaną z cegły, usytuowaną na fundamentach z kamienia polnego i otynkowaną. Świątynia posiada jedną nawę. Kościół ma jedną kondygnację, natomiast jego wieża dwie. Pozostałymi częściami świątyni są: niższe prezbiterium, kruchta i zakrystia. Kościół nakrywa dach dwuspadowy z lukarną od strony północnej w kształcie "wolego oczka", wieża posiada dach czterospadowy z sygnaturką, prezbiterium pięciospadowy, z kolei zakrystia i kruchta mają dachy trójspadowe.

## Galeria

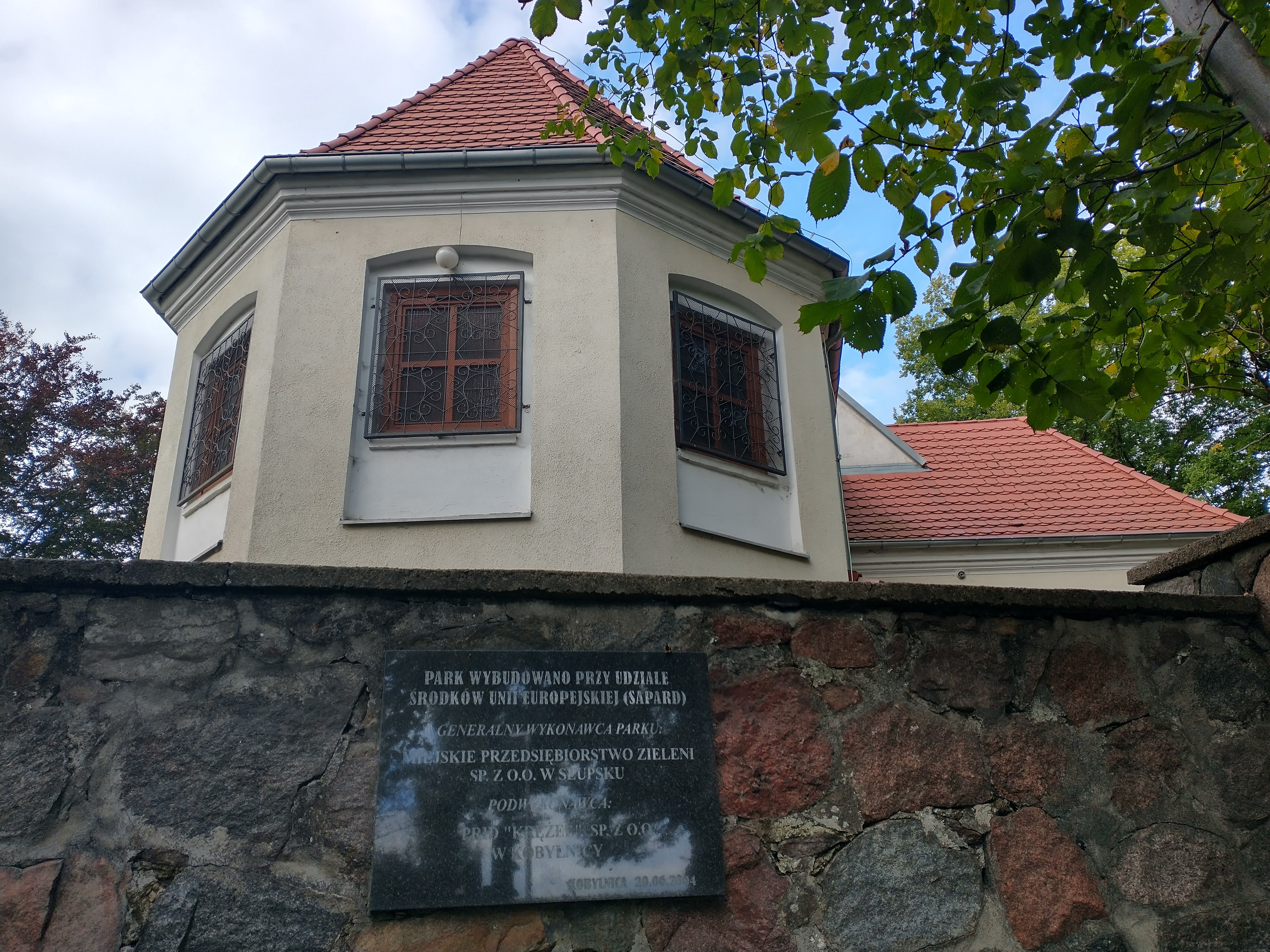
Widok od prezbiterium
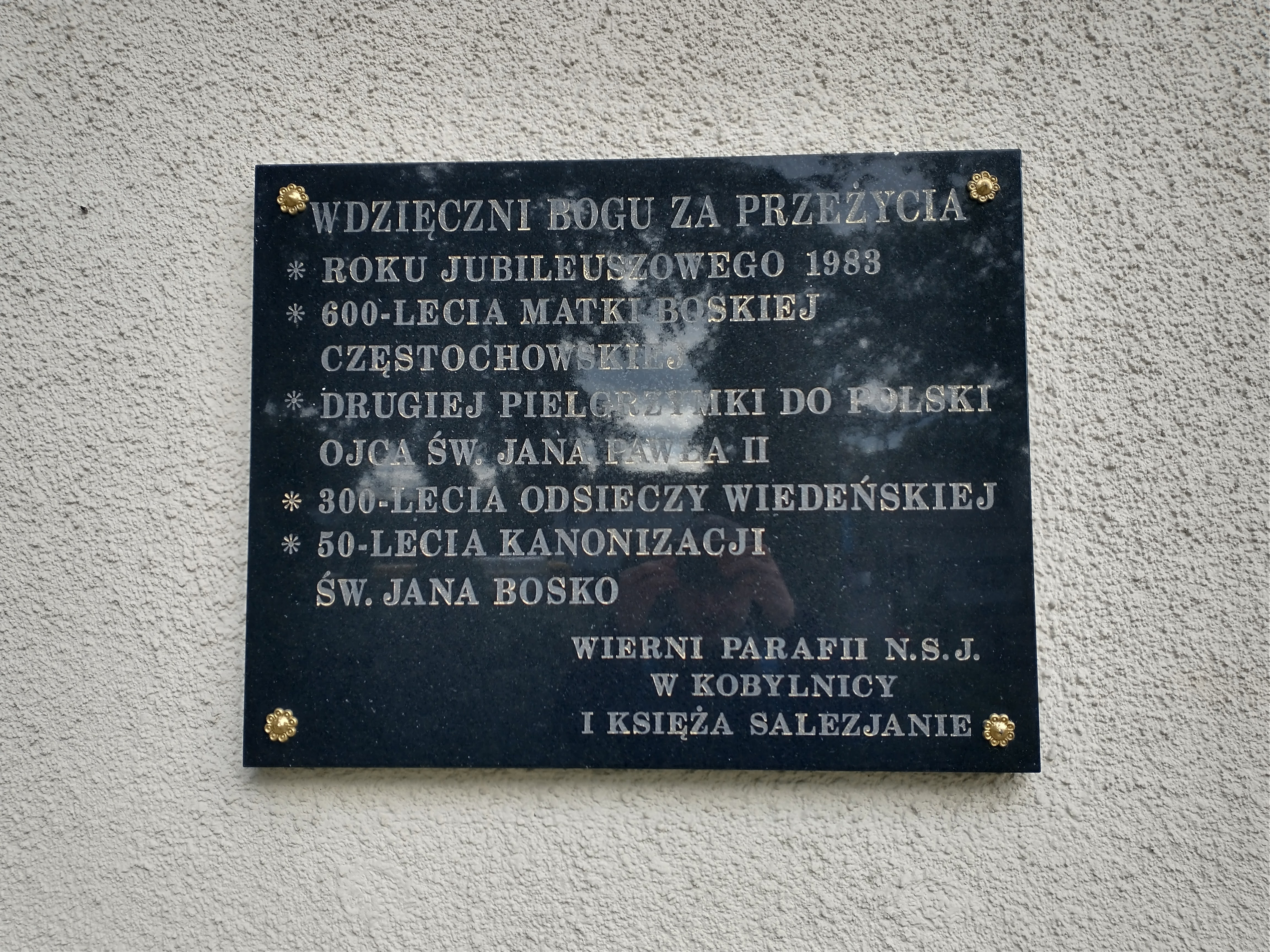
Tablica pamiątkowa